# Andrea Arnold
Andrea Arnold, OBE (ur. 5 kwietnia 1961 w Dartford) – brytyjska reżyserka i scenarzystka filmowa.

## Życiorys
Zdobywczyni Oscara za krótkometrażowy film Osa (2003). Następnie realizowała filmy fabularne, wielokrotnie nagradzane na międzynarodowych festiwalach. Filmy Red Road (2006), Fish Tank (2009) i American Honey (2016) przyniosły jej Nagrody Jury odpowiednio na 59., 62. i 69. MFF w Cannes. Za dwa pierwsze tytuły uhonorowano ją również Nagrodą BAFTA.
Na 68. MFF w Wenecji miała premierę jej autorska adaptacja Wichrowych Wzgórz (2011), w której rolę Heathcliffa odgrywał czarnoskóry aktor. Za zdjęcia do filmu jej stały współpracownik, operator Robbie Ryan, otrzymał na tym festiwalu Złotą Osellę.
Reżyserka zasiadała w jury konkursu głównego na 65. MFF w Cannes (2012) oraz na 70. MFF w Wenecji (2013). Przewodniczyła obradom jury sekcji "Un Certain Regard" na 74. MFF w Cannes (2021).
Ostatnio Arnold z powodzeniem pracuje w telewizji. Wyreżyserowała trzy odcinki serialu Transrodzic oraz wszystkie siedem odcinków drugiego sezonu Wielkich kłamstewek. Jej najnowszym projektem filmowym był pełnometrażowy dokument Krowa (2021), prezentowany na 74. MFF w Cannes.